# Portada/efemèride gener 12
Mirta Acuña de Baravalle
« 11 de gener · 12 de gener · 13 de gener »